# Смирнитский, Георгий Иванович
Георгий Иванович Смирнитский (11 марта 1905 — 19 марта 1964) — советский редактор фильмов.

## Биография
Родился 11 марта 1905 года.
В 1926 году поступил на литературный факультет МГУ, который он окончил в 1931 году.
С 1931 года — редактор студии «Мосфильм».
В 1944 году был принят на работу редактором на киностудию ЦСДФ, в 1961—1963 годах — старший редактор.
Писал сценарии к документальным фильмам, также автор сценариев двух художественных фильмов.
Скончался 19 марта 1964 года на 60-м году жизни от саркомы головного мозга.
Сын, Валентин Смирнитский (род. 1944), — известный советский и российский актёр театра и кино.

## Фильмография
Автор сценариев художественных фильмов:
- 1934 — Хочу жить (На далёком севере), реж. А. Литвинов, фильм не сохранился
- 1942 — В подводном плену, короткометражный

Редактор документальных фильмов:
- 1944 — Минск наш
- 1945 — От Вислы до Одера
- 1945 — Знамя Победы над Берлином водружено
- 1962 — Великая битва на Волге